# Krzysztof Bramorski
Krzysztof Bramorski (ur. 3 sierpnia 1971 we Wrocławiu) – polski prawnik, radca prawny. Orędownik zmian w systemie edukacji prawniczej. Aktywny działacz charytatywny, w 2010 r. odznaczony Orderem Uśmiechu. Członek zespołów ekspertów przy Kancelarii Prezydenta RP w ramach FDP „Sprawne i służebne państwo” (2011-2013) w zakresach „Poprawa jakości legislacji” i „Społeczna gospodarka rynkowa”. Współautor i redaktor Zielonej Księgi „System stanowienia prawa w Polsce" (2013). Radny Rady Miejskiej Wrocławia VI Kadencji 2010-2014. Konsul Honorowy Wielkiego Księstwa Luksemburga na Dolnym Śląsku z siedzibą we Wrocławiu (od 2012) i na Opolszczyźnie (od 2016). Pełnomocnik Marszałka Województwa Dolnośląskiego ds. Kontaktów Międzynarodowych (od 2014). Prezes Polsko-Luksemburskiej Izby Gospodarczej (od 2019).

## Działalność zawodowa
Jest absolwentem prawa Uniwersytetu Wrocławskiego (1995). Swą wiedzę prawniczą pogłębiał podczas studiów w Rheinische Friedrich-Wilhelms Universität w Bonn. Tytuł radcy prawnego uzyskał w 2001 roku. Po zakończeniu aplikacji radcowskiej rozpoczął pracę we wrocławskim oddziale międzynarodowej kancelarii prawnej. Po czterech latach zarządzania oddziałem polskim awansował na stanowisko partnera w międzynarodowych strukturach Kancelarii. W 2006 roku kończy współpracę, i kontynuuje wraz z zespołem działalność kancelarii pod nazwą BSO Prawo & Podatki. W dotychczasowym dorobku publicystycznym ma kilkadziesiąt tekstów z zakresu prawa pracy, podatkowego, gospodarczego, w polskich i zagranicznych pismach fachowych. W kręgach prawnych znany jako rzecznik zmian w systemie edukacji prawniczej. Szczególnie głośno wyraża swą postawę wobec propozycji skrócenia czasu trwania aplikacji prawniczych oraz postuluje kompleksową reformę systemu kształcenia prawników.

## Działalność społeczna
Od początku swej działalności zawodowej kładzie silny nacisk na działalność charytatywną. Jest twórcą i organizatorem Dorocznej Aukcji Charytatywnej (2006-2009, 2011) na rzecz dzieci z Kliniki Transplantacji Szpiku, Onkologii i Hematologii Dziecięcej. W 2006 wyróżniony za działalność społeczną w III Edycji Konkursu Prawnik Pro Bono organizowanym przez Fundację Uniwersyteckich Poradni Prawnych pod patronatem Naczelnej Rady Adwokackiej, Krajowej Rady Radców Prawnych oraz Rzeczpospolitej. W 2013 i 2018 roku był organizatorem pielgrzymek podopiecznych Kliniki Przylądek Nadziei do Watykanu na audiencję u Papieża Franciszka.

## Nagrody i wyróżnienia
- Złoty Paragraf Gazety Prawnej (2005)
- Wyróżnienie Oskar Dziecięcych Serc (2005)
- Tytuł Mecenasa Edukacji Prawniczej (2005)
- Wyróżnienie w III edycji konkursu Prawnik Pro Bono (2005)
- Kryształowe Serce Radcy Prawnego (2008)[11]
- Nagroda Kropla Życia (2009)
- Odznaczenie Papieskiej Rady ds. Duszpasterstwa Chorych i Służby Zdrowia - Miłosierny Samarytanin (2010)
- Kawaler Orderu Uśmiechu (2010)[12]